# Hauks þáttr hábrókar
Hauks þáttr hábrókar es una historia corta islandesa (þáttr) que se conserva en Flateyjarbók. Es interesante una mención de sacrificios y libaciones en Upsala del rey Eiríkr a una deidad llamada Lytir que no aparece en ninguna otra fuente contemporánea.